# Giovanni Zarfino
Jorge Giovanni Zarfino Calandria (ur. 8 października 1991 w Montevideo) – urugwajski piłkarz występujący na pozycji pomocnika w Extremadura UD.